# Microcharmidae
Microcharmidae é uma família de escorpiões, da ordem Arachnida.

## Gêneros
| Microcharmus Lourenço, 1995   |
| Neoprotobuthus Lourenço, 2000 |